# Alto Alegre do Maranhão
Alto Alegre do Maranhão is een gemeente in de Braziliaanse deelstaat Maranhão. De gemeente telt 22.914 inwoners (schatting 2009).
De gemeente grenst aan Coroatá, Bacabal, São Luís Gonzaga do Maranhão, Peritoró, São Mateus do Maranhão.